# アンテン様の腹の中
『アンテン様の腹の中』（アンテンさまのはらのなか）は、夜諏河樹による日本の漫画作品。『少年ジャンプ+』（集英社）にて、2020年8月9日に読切が掲載された後、2022年1月30日から2023年2月12日まで連載された。
2022年4月に単行本第1巻が発売された際には、大久保瑠美が出演しているPVを公開。

## あらすじ
突如出現する黒い鳥居を通ると奥には神社がある。そこはアンテン様と呼ばれる神に招かれた者だけが来ることが可能な神社であり、そこでは来訪者の願いをアンテン様が叶えてくれるという。しかし願いの対価は「強い想いが込められた大切なもの」をアンテン様に捧げること。アンテン様は捧げものへの想いに見合った願いを叶えてくれる。しかし来訪者がもし死ねば――。

## 構成
本作はアンテン様に招かれた人々のストーリーを描くオムニバス形式の作品である。物語は各話完結形式（前後編で区切られている話もあるが、前中後編やそれ以外の形式で区切られる可能性もある）で紡がれており、アンテン様という存在が各話に共通して登場する狂言回しの役割を持つ。

## 書誌情報
- 夜諏河樹『アンテン様の腹の中』集英社〈ジャンプコミックス〉、全5巻
  1. 2022年4月4日発売[3][4]、ISBN 978-4-08-883115-2
  2. 2022年7月4日発売[5]、ISBN 978-4-08-883178-7
  3. 2022年10月4日発売[6]、ISBN 978-4-08-883283-8
  4. 2023年1月4日発売[7]、ISBN 978-4-08-883371-2
  5. 2023年4月4日発売[8]、ISBN 978-4-08-883465-8